# 茳芏
茳芏（讀音：jiāng dù，或jiāng tǔ），在臺灣為栽培種，主要栽培區域在台南市學甲區，又稱三角藺(鹹水)，具延長之葉身，三角藺草中的淡水草種為蒲 (Schoenpleectus triqueter (L.)Palla.) 。臺灣的茳芏亦稱鹹草，中文名鹵草、茳茳鹹草，是莎草科莎草属的植物。
中國植物誌紀載茳芏（原變種）Cyperus malaccensis var. malaccensis，葉片較長。苞片通常極展開，長於花序；鱗片內捲。
產於廣東，但未見到標本；也分佈於地中海地區，印度、緬甸、越南、馬來亞、印度尼西亞、日本琉球島。
中國所產的多為短葉茳芏Cyperus malaccensis Lam. var. brevifolius Bocklr.很少見到本種。稈乾後撕開可供編織席用。
另一短葉茳芏（變種）鹹水草（廣東）Cyperus malaccensis Lam. var. brevifolius Bocklr.匍匐根狀莖長，木質。稈高80-100厘米，銳三稜形，平滑，基部具1-2片葉。葉片短或有時極短，寬3-8毫米，平張；葉鞘很長，包裹著稈的下部，棕色。苞片3枚，葉狀，短於花序；長側枝聚繖花序復出或多次復出，具6-10第一次輻射枝，輻射枝最長達9厘米；穗狀花序鬆散，具5-10個小穗；穗狀花序軸上無毛；小穗極展開，線形，長5-25（-50）毫米，寬約1.5毫米，具10-42朵花；小穗軸具狹的透明的邊；鱗片排列疏鬆，厚紙質，橢圓形或長圓形，頂端鈍或圓，不具短尖，長約2-2.5毫米，背面無龍骨狀突起，紅棕色，稍帶蒼白色，邊緣黃色或麥稈黃色，脈不明顯；雄蕊3，花葯線形，紅色藥隔突出於花葯頂端；花柱短，柱頭3，細長。小堅果狹長圓形，三稜形，幾與鱗片等長，成熟時黑褐色。花果期6-11月。
產於福建、廣東、廣西、四川等省區；多生長於河旁、溝邊、近水處。稈可編席用。分佈於日本。

## 相關連結
- 圓藺
- 大甲藺